# Костилєва Валентина Андріївна
Костилєва Валентина Андріївна (18 березня 1946, Білогірськ) — радянський і український режисер-мультиплікатор, викладач. Член Національної спілки кінематографістів України. 

## Біографічні відомості
Народилася 18 березня 1946 р. у м. Білогірську Кримської обл. Закінчила Київський державний інститут театрального мистецтва імені І. Карпенка-Карого (1970, викл. Т. Золоєв, Г. Крикун). 
З 1970 р. працювала на студії «Київнаукфільм», потім — до 1997 року режисер студії «Укранімафільм» (Київ).  
З 1999 року — старший викладач кафедри режисури телебачення Київського університету театру, кіно і телебачення ім. І. Карпенка-Карого; водночас з 2005 року — доцент кафедри дизайну Київського національного університету технологій та дизайну. 
З 1997 по 2009 рік – режисерка програм для дітей на УТ-1.

## Фільмографія

### Асистент
- «Як їжачок шубку міняв» (1970, у співавт.)
- «Про Дуків Срібляників і Хвеська Ганджу Андибера» (1994, у співавт.)

### Режисерські роботи
- «Вася і динозавр» (1971)
- «Ниточка і кошеня» (1974)
- «Казки про машини» (1975)
- «Тато, мама і золота рибка» (1976)
- «Хто в лісі хазяїн?» (1977)
- «Свара» (1978)
- «Кольорове молоко» (1979)
- «Пригода на дачі» (1980)
- «Крилатий майстер» (1981)
- «Дуже давня казка» (1982, у співавт. з Юрієм Скирдою)
- «День, коли щастить» (1983)
- «Казка про карасів, зайця і бублики» (1984)
- «Ладоньки, ладоньки» (1985)
- «Про бегемота на ім'я Ну-й-нехай» (1986)
- «Велика подорож» (1987)
- «З життя олівців» (1988)
- «Старовинна балада» (1989)
- «Мотузочка» (1990)
- «Найсправжнісінька пригода» (1990)
- «Кам'яні історії» (1991)
- «Приз» (1992)
- «Цап та баран» (1994)
- «Тополя» (1996)
- «Ходить Гарбуз по городу...» (1997)